# Joseph Wannenmacher
Joseph Wannenmacher, né le 18 septembre 1722 à Tomerdingen, appartenant aujourd'hui à la commune de Dornstadt, et mort le  6 décembre 1780 dans le même lieu, est un fresquiste et peintre souabe baroque. 

## Biographie et œuvre

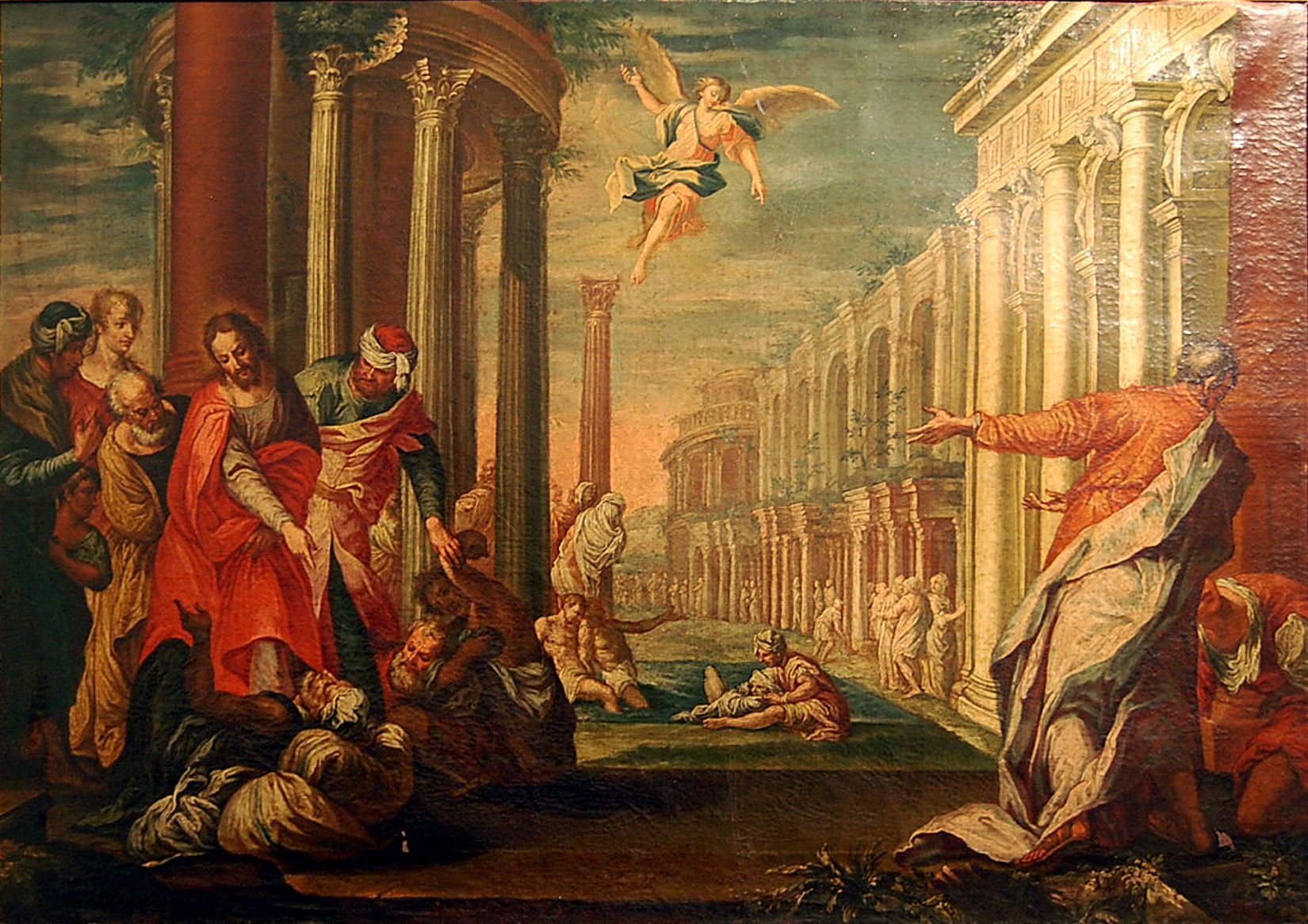
Huile de J. Wannenmacher de 1770. La Guérison du paralytique au réservoir de Béthesda (Jean, V-2).

Wannenmacher est le fils du céramiste fabricant de poêles Johann Georg Wannenmacher (mort en 1740) et de sa troisième épouse, née Barbara Schmid. Il se forme à Rome et signe donc aussi « Accademico Romano pittore ».
Wannenmacher reçoit des commandes pour de nombreux églises et monastères dans le sud-ouest de l'Allemagne et en Suisse. On compte quatorze grands cycles de fresques. Il peint entre autres la chambre du cardinal à l'abbaye de Marchtal, les plafonds de l'église Ave Maria de Deggingen, ceux de Saint-Martin de Donzdorf et les fresques de l'église Saints-Pierre-et-Paul de Rottweil, les plafonds de l'église de  Zollikon, la bibliothèque de l'abbaye de Saint-Gall, et sous la direction de Johann Christian Wentzinger les murs du chœur de l'abbatiale de Saint-Gall. Un certain nombre d'œuvres ont également été conservées à Schwäbisch Gmünd, dont l'église Saint-François, l'église Saint-Léonard et là chapelle de l'hôpital Sainte-Catherine. Dans l'ancienne abbaye d'Elchingen, à laquelle appartenait le village natal de Wannenmacher, Tomerdingen, plusieurs objets de Wannenmacher sont conservés, tels que trois bougies de guilde, un grand drapeau d'artisan (1775), des toiles et des fresques (dans la sacristie). Une centaine de peintures sur panneau de Wannenmacher sont visibles au musée d'Ulm.

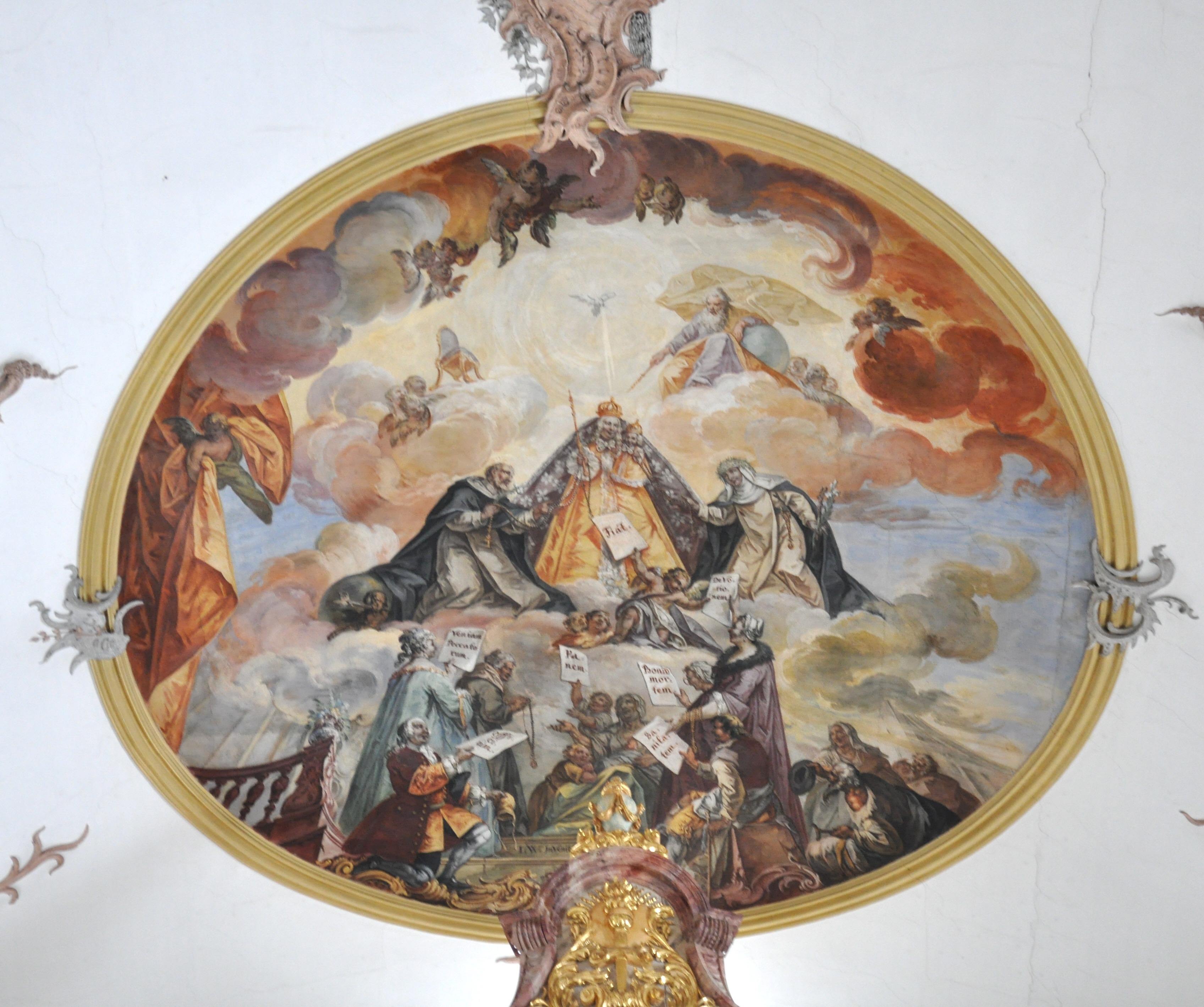
Fresque de l'église Saints-Pierre-et-Paul de Rottweil.

Le style de Wannenmacher est caractéristique avec ses personnages enveloppés dans des robes moelleuses et leurs bras et jambes rococo qui bougent gracieusement. Les couleurs sombres de ses œuvres diffèrent considérablement des joyeuses peintures rococo d'autres artistes du sud de l'Allemagne de son temps.
Peut-être précisément à cause de cette différence, Wannenmacher était très apprécié de ses contemporains.

## Bibliographie

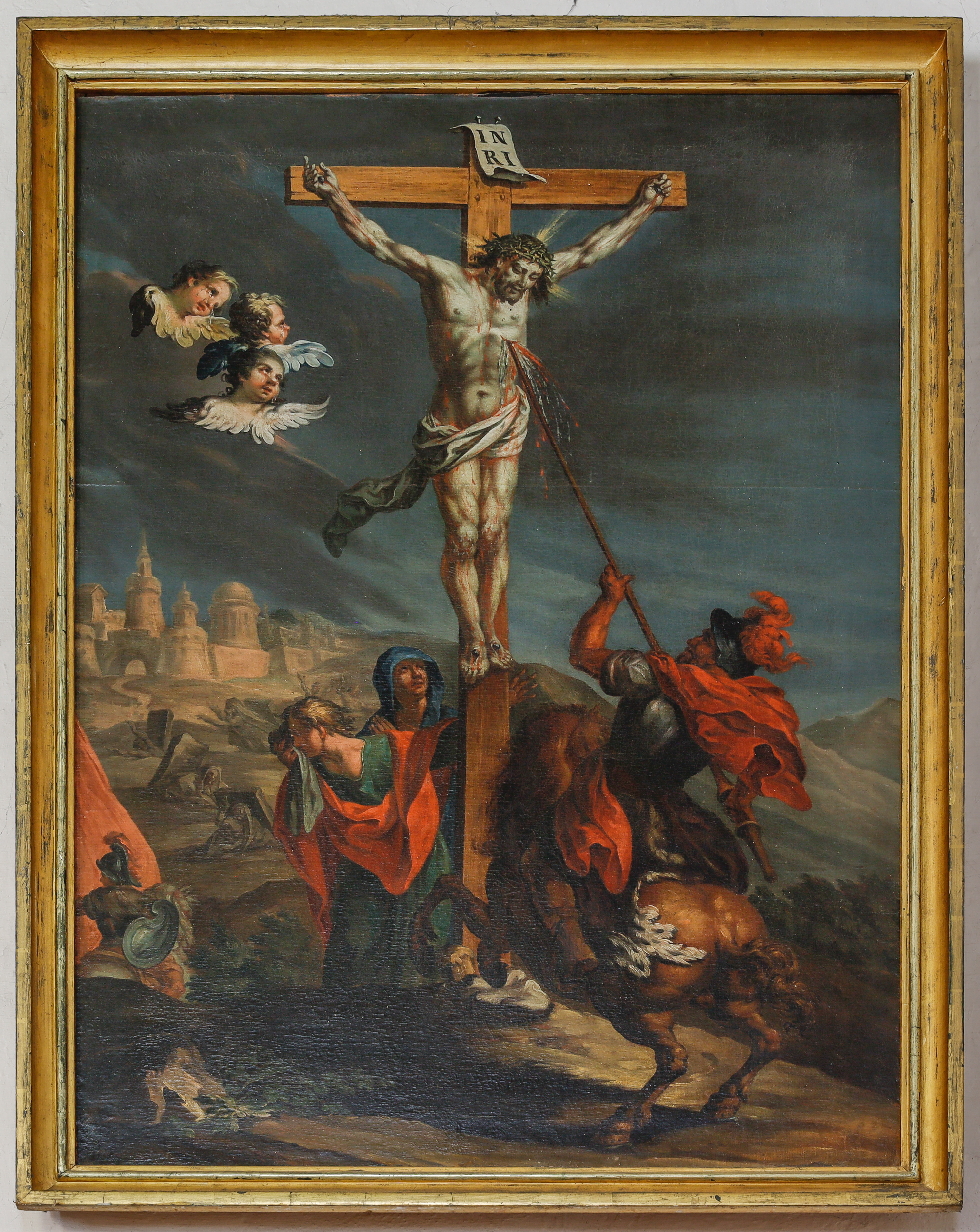
Crucifixion, église Saint-Laurent de Scharenstetten.

## Source de la traduction
- (de) Cet article est partiellement ou en totalité issu de l’article de Wikipédia en allemand intitulé « Joseph Wannenmacher » (voir la liste des auteurs).